# 菅敏幸
菅 敏幸（かん としゆき、1964年2月15日 - 2021年7月24日）は、日本の化学者（天然物合成・有機合成化学・医薬品化学・ケミカルバイオロジー）。静岡県立大学名誉教授。博士（理学）（北海道大学・1993年）。
サントリー生物有機科学研究所研究員、東京大学大学院薬学系研究科助教授、静岡県公立大学教職員組合委員長（第10代）などを歴任した。

## 概要
北海道出身の有機化学者である。有機合成化学、化学生物学、医薬化学などを専攻する。プローブ分子の合成による膜蛋白質の研究などで知られている。サントリー生物有機科学研究所に勤務したのち、東京大学や静岡県立大学で教鞭を執った。

## 来歴

### 生い立ち
1964年（昭和39年）2月15日、北海道にて生まれた。函館ラ・サール高等学校を経て、1987年（昭和62年）3月、北海道大学理学部化学科卒業。北大では、4年時に、白濱晴久の主宰する有機化学第二講座に在籍し、大学院まで指導を受けた。1991年（平成3年）4月、日本学術振興会特別研究員。1993年（平成5年）3月、北海道大学大学院博士後期課程修了、博士（理学）（論文の題は "Total synthesis of (-)-grayanotoxin"。

### 化学者として
1993年（平成5年）6月、財団法人であるサントリー生物有機科学研究所研究員。
1996年（平成8年）4月、東京大学薬学部助手となり、福山透教授の下で、天然物の全合成やケミカルバイオロジーについて研究した。2004年（平成16年）11月、東京大学大学院薬学系研究科助教授。
2005年（平成17年）4月、静岡県立大学大学院薬学研究科・薬学部教授となり、学部では、主に薬学科の医薬品製造化学分野を、大学院では、薬学研究科製薬学専攻の講義を担当していた。薬学研究科が生活健康科学研究科と統合され、2研究院1学府に再編されると、新設された薬学研究院の教授を引き続き兼務することになった。大学院に研究院・学府制が導入されたことから薬食生命科学総合学府の講義を担当することになり、医薬品製造化学教室を受け持っていた。また、静岡県立大学で教鞭を執る傍ら、他の教育・研究機関においても役職を兼任していた。2006年（平成18年）と2016年（平成28年）に名古屋大学大学院理学研究科講師、2011年（平成23年）に名古屋大学大学院工学研究科講師を、それぞれ非常勤で兼任していた。2008年（平成20年）京都大学大学院薬学研究科講師を、2015年（平成27年）に京都大学大学院工学研究科の講師を、それぞれ非常勤で兼任していた。2011年（平成23年）に北海道大学大学院地球環境科学研究所講師を、2015年（平成27年）に北海道大学大学院薬学研究科講師を、それぞれ非常勤で兼任した。2013年（平成25年）に千葉大学大学院薬学研究科非常勤講師を兼任していた。2015年（平成27年）に神戸大学大学院理学研究科非常勤講師を兼任していた。2015年（平成27年）に大阪市立大学大学院理学研究科非常勤講師を兼任していた。2016年（平成28年）に関西学院大学大学院理学研究科非常勤講師を兼任していた。2019年（平成31年）に岡山大学大学院理学研究科非常勤講師を兼任していた。2020年（令和2年）に名古屋市立大学大学院薬学研究科非常勤講師を兼任していた。2021年（令和3年）に徳島大学薬学部非常勤講師を兼任していた。なお、日本国外においては、2012年（平成24年）にコロラド州立大学よりファイザー特別講師に選任されている。
2021年（令和3年）7月24日、静岡県立大学薬学部教授として在職中のまま死去した。その後、静岡県立大学より名誉教授の称号が授与された。

## 研究
専門は化学であり、特に天然物合成、有機合成化学、医薬品化学、ケミカルバイオロジーといった分野の研究に従事していた。医薬品として活用できそうな生理活性を持つ天然物の合成や、新しい合成反応の開発に取り組んだ。また、茸に由来する天然物についても化学的な見地から研究していた。具体的には、プローブ分子の合成による膜蛋白質の機能の研究や、食品に含まれる有効成分の合成を通じた生物有機化学の研究を行った。ワインなどに含有されるポリフェノールの研究が知られており、グローバルCOEプログラムに採択された静岡県立大学の「健康長寿科学教育研究の戦略的新展開」プロジェクトでは、「緑茶に含まれるポリフェノール類の生物有機化学的研究」と題した研究を通じて参加した。
学生時代から大きな研究成果を上げており、北海道大学の指導教員だった白濱晴久は、菅について「彼は北大理学部化学科有機化学第2講座の学生として4年生の時にやって来てから随分良い仕事をした」と述懐している。大学4年生から博士前期課程においては、上級生の橋本勝がThyrsiferolの全合成に取り組んでいたため、それを部分的に請け負ってD環を含むC10部分の合成などを手掛けた。博士後期課程においては、Grayanotoxin IIIの全合成を実現させている。この合成について有機合成化学協会のセミナーにて発表したところ、イライアス・コーリーに直接褒められたという。こうした学生時代の研究業績は、日本化学会が編纂した『天然物の全合成』2000年版にも採録されている。これらの点から、白濱は菅について「優秀な学生であった」と評している。
東京大学に勤務していた頃は、ポリアミンの合成について研究していた。かつての上司であった中嶋暉躬が蜘蛛や蜂由来の天然ポリアミンの精製に苦労していたことを知り、ノシル基を用いたポリアミンの合成を発案する。その結果、ポリアミン全般を網羅できる簡便かつ信頼性の高い合成法を確立し、中嶋から天然物よりも純度が高いと賞賛された。
「顕著な生理活性を有する含窒素化合物の効率的合成」の業績が評価され、有機合成化学協会より2002年（平成14年）に有機合成化学奨励賞を授与された。さらに、「効率的なヘテロ環構築を基盤とする生理活性天然物の合成」の業績が評価され、同じく有機合成化学協会より2012年（平成24年）にアステラス製薬・生命有機化学賞を授与された。また、「有機合成を基盤とするγセクレターゼの機能解析研究」の業績が評価され、2004年度（平成16年度）の日本薬学会薬学研究ビジョン部会賞に選定され、2005年（平成17年）7月の創薬ビジョンシンポジウムにて授与された。なお、生前の業績に対して、没後に静岡県立大学学長賞が授与されている。
学術団体としては、日本薬学会、日本化学会、日本農芸化学会、日本カテキン学会、日本プロセス化学会、有機合成化学協会、プロセス化学会、などに所属した。

## 人物
人柄
東京大学で上司だった福山透は、菅の第一印象について「少し粗野ながら，情熱的で人間くさい」と感じたと述べている。しかし、その一方で「一見豪放磊落に見える菅さんだったが極めて緻密な一面も持っており、彼の情報収集能力の高さには私も舌を巻くほどだった」とも評している。特に天然有機化合物やその由来、関係する化学者たちの逸話など、幅広い知識を持っていたという。菅の没後、福山は「心の通じ合わない人間と化学を語っても面白くも何ともない。化学はそれを分かち合える友と語ってこそ輝きを増すのだ。その貴重な友を道半ばで突然失った寂しさをしみじみと感じる」と偲んでいる。
趣味・嗜好
函館ラ・サール高校時は、相撲部で主将を務めていた。北海道大学の教養部に在学していたころは、ラグビー部で汗を流した。北大での恩師である白濱晴久は、当時の菅について「元気一杯の暴れん坊に見えたので、化学科では自分の講座に来ることを恐れた先生もおられた」と述懐している。天然物ゴードン会議に参加した際には、余興のソフトボールの試合にも出場し、デヴィッド・エヴァンスらの前でホームランを飛ばした。エヴァンスに強い印象を与えたらしく、東京大学で菅の上司だった福山透は「Evans先生は私に会うたびに菅は元気かと聞いていたので余程彼のことを気に入っていたようだ」と述べている。
東京大学に勤務していた頃は、研究室で学生らと酒盛りを開いていたという。自身の財布をそのまま学生に渡してつまみを買いに行かせ、流しの下に隠していた酒瓶を取り出して、夜な夜な研究の合間に学生らと酒を楽しんでいた。
交遊
北大での指導教員である白濱晴久は、大学生時代の菅を回顧し「彼は一部の先生には非常に好かれて」いたと述べている。触媒研究所の林民生に可愛がられ、時には「今日はジンギスカンをやれ！」と命じられていたという。また、応用電気研究所の田村守にも可愛がられ、時には「菅、お前の頭の中を見てやるから来い」と言われ、近赤外線で脳の血流を測定されたこともあったという。理学部の柳屋光俊からも可愛がられ、食事を御馳走になっていたという。また、菅の結婚に際しては、恩師である白濱が仲人を務めている。
語学
もともと英語は下手だったという。東京大学で上司だった福山透は「有機合成化学者としては一流の域に達した菅さんだが、明らかに欠けていたのが事務処理能力と英語力」と評している。しかし、福山は学生に対して「英語の下手な菅さんを見習え」と必ず強調している。その理由として、福山は「英語を習得するのは流暢に格好良く話せるようになるのが主目的ではない。相手が何を話しているのかを理解し、自分は何を考えているかを相手に伝えるための手段としての英語学習である。つまり、『知りたい』という強い意欲が前提となる」と述べたうえで、来日した研究者によるセミナーでの逸話を紹介している。東京大学薬学部ではこのような英語でのセミナーが頻繁に開催されていたが、毎回のように菅が真っ先に英語で質問していたという。当初は相手に全く通じないものの、菅はさまざまな聞き方で何とか相手に伝えようと試み、最終的には相手に伝わって回答を得ることができたという。福山は「この『知りたい』という強烈な知識欲こそ貴重で、英語はそれを助ける手段でしかない。彼は確かに羨ましいほどの知識欲を持っていた」と評している。
ただ、2003年（平成15年）に国際複素環化学会議にて菅が講演することになった際には、福山透の前でリハーサルを行ったところあまりにひどかったため、福山が原稿の英語を校正し、全ての単語に片仮名でルビを振ったという。アメリカ合衆国で菅が講演ツアーを行う際にも、福山が原稿にルビを振っていた。その結果、菅の英語が聴衆に伝わったことで自信がついたという。その後は、必要とあれば自分の専門分野についての講演を英語でこなしていた。

## 略歴
- 1964年 - 誕生[1]。
- 1987年 - 北海道大学理学部卒業[1]
- 1991年 - 日本学術振興会特別研究員[1]
- 1993年
  - 北海道大学大学院理学研究科博士後期課程修了[1]
  - サントリー生物有機科学研究所研究員[1]
- 1996年 - 東京大学薬学部助手[1]
- 2004年 - 東京大学大学院薬学系研究科助教授[1]
- 2005年
  - 静岡県立大学薬学部教授[1]
  - 静岡県立大学大学院薬学研究科教授
- 2006年 - 名古屋大学大学院理学研究科講師[1]
- 2008年 - 京都大学大学院薬学研究科講師[1]
- 2011年
  - 名古屋大学大学院工学研究科講師[1]
  - 北海道大学大学院地球環境科学研究所講師[1]
- 2012年
  - 静岡県立大学大学院薬学研究院教授
  - コロラド州立大学ファイザー特別講師[1]
- 2013年 - 千葉大学大学院薬学研究科講師[1]
- 2015年
  - 神戸大学大学院理学研究科講師[1]
  - 大阪市立大学大学院理学研究科講師[1]
  - 北海道大学大学院薬学研究科講師[1]
  - 京都大学大学院工学研究科講師[1]
- 2016年
  - 関西学院大学大学院理学研究科講師[1]
  - 名古屋大学大学院理学研究科講師[1]
- 2019年 - 岡山大学大学院理学研究科講師[1]
- 2020年 - 名古屋市立大学大学院薬学研究科講師[1]
- 2021年
  - 徳島大学薬学部講師[1]
  - 死去[7]
  - 静岡県立大学名誉教授

## 賞歴
- 2002年 - 有機合成化学奨励賞[11]
- 2005年 - 日本薬学会薬学研究ビジョン部会賞[12]
- 2012年 - アステラス製薬・生命有機化学賞[11]
- 2021年 - 静岡県立大学学長表彰[14]

## 著作

### 寄稿、分担執筆、等
- 日本薬学会編『ターゲット分子の合成と生体分子・医薬品の化学』東京化学同人、2005年。ISBN 4807914553
- 有機合成化学協会編『演習で学ぶ有機反応機構——大学院入試から最先端まで』化学同人、2005年。ISBN 4759810455
- 有機合成化学協会編『天然物の全合成2000～2008（日本）』化学同人、2009年。ISBN 978-4-7598-1277-0
- 有機合成化学協会編『天然物合成で活躍した反応』化学同人、2011年。ISBN 978-4-7598-1479-8
- 有機合成化学協会編『トップドラッグから学ぶ創薬化学』東京化学同人、2012年。ISBN 978-4-8079-0776-2
- 有機合成化学協会編『有機合成実験法ハンドブック』2版、丸善、2015年。ISBN 978-4-621-08948-4

### 註釈
1. ↑  財団法人サントリー生物有機科学研究所は、のちに公益財団法人サントリー生命科学財団に改組された。

## 関連人物
- 稲井誠
- デヴィッド・エヴァンス
- イライアス・コーリー
- 濱島義隆
- 林民生
- 福山透
- 吉村文彦